# Bephrata ruficollis
Bephrata ruficollis är en stekelart som beskrevs av Peter Cameron 1884.
Bephrata ruficollis ingår i släktet Bephrata och familjen kragglanssteklar. Artens utbredningsområde är Panama. Inga underarter finns listade i Catalogue of Life.